# یکاترینا مارنیکووا
یکاترینا مارنیکووا (روسی: Екатерина Александровна Маренникова؛ زادهٔ ۲۹ آوریل ۱۹۸۲) بازیکن هندبال اهل روسیه است.
وی همچنین برندهٔ جوایزی همچون نشان دوستی شده‌است.